# Alice in Wonderland (1955)
Alice in Wonderland ist ein US-amerikanischer Fantasyfilm aus dem Jahr 1955 unter der Regie von George Schaefer. Er basiert auf einem Bühnenstück von Eva Le Gallienne und Florida Friebus nach Lewis Carrolls Buchvorlage Alice im Wunderland, das von Friebus selbst für das Fernsehen adaptiert wurde. Die phantasievolle junge Alice, gespielt von Gillian Barber, begibt sich auf eine magische Reise durch die  unlogische und skurrile Welt auf der anderen Seite des Spiegels. Mit einem weißen Kaninchen (White Rabbit) als Führer entdeckt Alice fantastische Wesen wie den verrückten Hutmacher (Mad Hatter), die Wasserpfeife rauchende Raupe (Caterpillar) und die gemeine Herzkönigin (Queen of Hearts).
Es ist der erste Film über Alice in Farbe, der kein Zeichentrickfilm ist.

Der fürs amerikanische Fernsehen gedrehte Fantasyfilm wurde am 23. Oktober 1955 erstmals ausgestrahlt unter dem vollständigen Titel Hallmark Hall of Fame: Alice in Wonderland.

## Handlung
Im 19. Jahrhundert in England: Die junge Alice befindet sich in Gesellschaft ihrer Katze während sie ein Buch liest, das sie aber schnell zu langweilen beginnt. Also klettert sie auf den Kamin, auf dem sich ein Spiegel befindet. Kaum hat sie hineingeschaut, fällt sie in ein verwunschenes Land, in dem Schachfiguren zum Leben erwacht sind, was großes Erstaunen bei Alice auslöst. Als sie einem weißen Kaninchen folgt, fällt sie noch tiefer und ertrinkt fast in einer Pfütze aus Mäusetränen, bevor sie einen wundersamen Garten betritt. Dort trifft sie den Vogel Dodo, der eine Geschichte erzählt, bis Alice wieder trocken ist. Eine Raupe (hookah-smoking caterpillar) zeigt Alice sodann, wie man seine Größe verändern kann, indem man von einem bestimmten Pilz kostet.
Als Alice auf eine Herzogin und einen Koch stößt, die miteinander kämpfen, nimmt sie der Herzogin das Kind ab, das diese in ihren Armen trägt, das sich daraufhin in ein Schwein verwandelt. Alice wandelt weiter durch den Garten in Richtung der Katze Cheshire, die sie jedoch verwirrt und sich kurz darauf in Luft auflöst. Ihr weiterer Weg führt sie zu einer Teeparty, der sie sich anschließt, wobei sie den Märzhasen (March Hare), den Hutmacher (Mad Hatter) und den Siebenschläfer (Dormouse) kennenlernt.
Einige Zeit später, Alice ist von der Herzkönigin (Queen of Hearts) dazu bestimmt worden, exekutiert zu werden, entgeht sie diesem Schicksal nur, weil der Henker seinen freien Tag hat. Plötzlich ist die Herzogin wieder da und wandelt zusammen mit Alice moralpredigend durch den Garten. Während dieses Spaziergangs lernt Alice den Greif (Gryphon)  und die Schildkröte (Mock Turtle) kennen. Die Zwillingsbrüder Tweedledee und Tweedledum erzählen die Geschichte „The Carpenter and the Walrus/Der Zimmermann und das Walross“, werden aber unterbrochen von einem Kampf um eine kaputte Rassel, der ein abruptes Ende nimmt, als die Beteiligten von dem Geschrei eine Krähe erschreckt werden.
Als Alice ein Ei kauft, verwandelt sich dieses in das menschenähnliche Ei Humpty Dumpty, von dem Lewis Carrolls Gedicht „Jabberwocky“ aus dem Buch Alice hinter den Spiegeln rezitiert wird, bis plötzlich die Schale zerbricht und abfällt. Der schusselige White Knight weist seine Männer an, Humpty Dumpty wieder zusammenzusetzen, damit er Alice zum Rande des Waldes begleiten könne. Dort fällt das Mädchen einen Abhang hinunter und wird eine Königin. Ihr zu Ehren wird ein Fest gegeben, wobei alle zubereiteten Gerichte sich in die Luft erheben und zu tanzen beginnen. Als die Rote Königin ganz plötzlich beginnt, Alice zu würgen, erwacht sie und befindet sich zusammen mit ihrer Katze Dinah zu Hause auf ihrem Stuhl und stellt erstaunt fest, dass die Rote Königin aus ihrem Traum ihre Katze war.

## Produktion und Hintergrund
Der 1955 fürs amerikanische Fernsehen gedrehte Film, in dem die zur Drehzeit 14-jährige Gillian Barber die Hauptrolle spielt, ist kaum noch erhältlich. Zwar gibt es Kopien dieser Fernsehproduktion, die in verschiedenen Archiven überlebt haben, wie zum Beispiel im UCLA Film & Television Archive der University of California, Los Angeles, da er jedoch nicht mehr gehandelt wird, stellt eine Kopie eine Rarität dar.
Die von den Schauspielerinnen Florida Friebus und Eva Le Gallienne angepasste Version nach Lewis Carrolls Buchvorlage basiert auf dem 1932 am Broadway aufgeführten gleichnamigen Bühnenstück. Zu den Höhepunkten des Fernsehfilms gehört Le Galliennes Auftritt als White Queen, wie auch schon auf der Theaterbühne. Verschiedene Anpassungen machen den Fehler, willkürlich im Geschehen hin- und herzuspringen. In dieser Adaption tritt Alice durch ihren Spiegel ins Wunderland ein, da dies auf der Bühne ein einfacherer Übergang ist, als wenn sie in ein Kaninchenloch fällt. Das erste Drittel des Films hält sich ziemlich genau, wenn auch verkürzt, an das Bühnenstück.
Marc Breaux, der das Walross spielte, machte später eine bemerkenswerte Karriere als Choreograph.

## Rezeption
Der Film wurde sowohl vom Publikum als auch der Presse geschätzt. Hervorgehoben wurden die Darstellerleistungen und die bahnbrechende Technologie von Farbfilm-Einsetzungen (Color Video Insert). Das Billboard Magazine lobte die Produktionsqualität: „Alles, was das Auge erblickte, war fantastisch und bezaubernd […] die visuellen Effekte wurden hervorragend ausgeführt.“ Das Branchenmagazin Variety beurteilte den Film als „majestätische Produktion“ und verwies auf die „liebevoll detaillierten Kostüme von Noel Taylor, die Sets von Jan Scott“ sowie die „lebhaft-kräftige Filmmusik“ von Richard Addinsell. Bemerkenswert sei zudem die Darstellung der 14-jährigen englischen Schauspielerin Gillian Barber. Sie besitze für ihr Alter ungewöhnlich viel „Autorität und Charme“ und trage mit ihrer anmutigen Präsenz zum Gelingen der Produktion bei.

## Auszeichnung
- Nominierung für einen Primetime Emmy in der Kategorie „Beste künstlerische Ausstattung“ (Jan Scott, Produktionsdesigner)